# Stephen Thompson (baloncestista)
Stephen M. Thompson (Los Ángeles, California; 2 de diciembre de 1968) es un exjugador y entrenador de baloncesto estadounidense que jugó una temporada en la NBA, además de hacerlo en ligas menores de su país, en Europa y en Japón. Con 1,93 metros de estatura, jugaba en la posición de base. Fue en entrenador de la Universidad Estatal de California, Los Ángeles entre 2005 y 2014, tras haber sido asistente desde 2002. Actualmente es entrenador asistente en la Universidad Estatal de Oregón. Es el padre de los actuales jugadores Ethan y Stephen Thompson Jr.

## Trayectoria deportiva

### Universidad
Tras disputar en 1986 el prestigioso McDonald's All-American Game, jugó durante cuatro temporadas con los Orange de la Universidad de Syracuse, en las que promedió 13,6 puntos, 4,2 rebotes y 1,8 asistencias por partido. Fue incluido en sus dos últimas temporadas en le mejor quinteto de la Big East Conference, liderando la conferencia en 1989 en porcentaje de tiros de campo con un 60,9% de acierto.

### Profesional
Tras no ser elegido en el Draft de la NBA de 1990, jugó en la CBA, donde en su primera temporada fue elegido rookie del año de la competición. Mediada la temporada 1991-92 firmó como agente libre con los Orlando Magic, con los que únicamente disputó un partido, y un mes después con los Sacramento Kings, con los que disputó 16 partidos en los que promedió 1,6 puntos y 1,0 rebotes.
El resto de su larga carrera transcurrió entre ligas menores de su país y diversas competiciones europeas, para acabar jugando en Japón.

### Entrenador
Tras dejar el baloncesto como jugador, en 2002 entró como entrenador asistente en la Universidad Estatal de California, Los Ángeles, puesto que ocupó hasta 2005, cuando se hizo cargo del banquillo, en el que permaneció una temporada.

## Estadísticas de su carrera en la NBA

### Temporada regular
| Temporada | Edad | Equipo           | Liga | Pos. | P  | TIT | MIN  | TC  | TCA | %TC  | 3P  | 3PA | %3P  | 2P  | 2PA | %2P  | TL  | TLA | %TL  | R.OF. | R.DEF. | REB | ASIS | ROB | TAP | PER | FP  | PTS |
| 1991-92   | 23   | TOTAL            | NBA  | SG   | 19 | 0   | 4.8  | 0.7 | 1.9 | .378 | 0.0 | 0.1 | .000 | 0.7 | 1.9 | .389 | 0.2 | 0.4 | .375 | 0.6   | 0.4    | 1.0 | 0.4  | 0.3 | 0.2 | 0.3 | 0.5 | 1.6 |
| 1991-92   | 23   | Orlando Magic    | NBA  | SG   | 1  | 0   | 15.0 | 1.0 | 3.0 | .333 | 0.0 | 0.0 |      | 1.0 | 3.0 | .333 | 0.0 | 0.0 |      | 0.0   | 1.0    | 1.0 | 1.0  | 0.0 | 0.0 | 2.0 | 2.0 | 2.0 |
| 1991-92   | 23   | Sacramento Kings | NBA  | SG   | 18 | 0   | 4.2  | 0.7 | 1.9 | .382 | 0.0 | 0.1 | .000 | 0.7 | 1.8 | .394 | 0.2 | 0.4 | .375 | 0.6   | 0.4    | 1.0 | 0.4  | 0.3 | 0.2 | 0.2 | 0.4 | 1.6 |
| Total     |      |                  | NBA  |      | 19 | 0   | 4.8  | 0.7 | 1.9 | .378 | 0.0 | 0.1 | .000 | 0.7 | 1.9 | .389 | 0.2 | 0.4 | .375 | 0.6   | 0.4    | 1.0 | 0.4  | 0.3 | 0.2 | 0.3 | 0.5 | 1.6 |